# Satyrichthys engyceros
Satyrichthys engyceros és una espècie de peix pertanyent a la família dels peristèdids. Va ser descrit pel naturalista alemany Albert Günther el 1872.

## Descripció
Fa 32 cm de llargària màxima.

## Hàbitat
És un peix marí i demersal que viu entre 200 i 662 m de fondària.

## Distribució geogràfica
Es troba al Pacífic occidental (el sud del Japó i el mar de la Xina Meridional) i el Pacífic oriental (les illes Hawaii).

## Observacions
És inofensiu per als humans.